# Narrenmat
Het narrenmat (ook wel gekkenmat genoemd) is in een schaakpartij het kortste openingsmat: zwart zet de witte speler al op de tweede zet mat. Het verloop van zo'n partij kan als volgt zijn:
1. f2-f3? of f2-f4? - e7-e5 of e7-e6
2. g2-g4?? - Dd8-h4# 0-1

De zetten van de witspeler kunnen ook in omgekeerde volgorde uitgevoerd worden.
Het is ook mogelijk dat de witspeler narrenmat geeft, maar dat duurt iets langer. Wit moet dan nog een tempozet doen.
Het narrenmat heeft eigenlijk alleen theoretische waarde. In schaakpartijen komt dit spelverloop vrijwel nooit voor, zelfs niet bij ongeoefende spelers. Doet de witspeler willekeurige zetten, dan is de kans minder dan 0,7513% dat hij zich aan narrenmat blootstelt.
Een andere korte matvoering, die echter wel met enige regelmaat voorkomt in partijen van beginnende schakers, is het herdersmat.